# Lars Christian Larsen
Lars Christian Larsen (født 19. januar 1813 i Odense, død 24. marts 1873 i København) var en dansk politiker og borgmester i København, far til Axel Liljefalk, Christian Helweg-Larsen, H.F. Helweg-Larsen og Vilhelm Helweg-Larsen.
Han var søn af gæstgiver Frederik Larsen (1773-1853) og Karen f. Theilgaard (1780-1831), blev 1829 student fra sin fødebys skole og 1833 juridisk kandidat. Han var 1835-41 fuldmægtig hos kammeradvokaterne Gregers Schack og Poul Egede Sporon og 1841-48 notarius for Københavns Borgerrepræsentation. 1843 blev han prøveprokurator, men da han 1844, skønt aktor i en sag imod Fædrelandet, offentliggjorde sit indlæg i dette blad, blev aktionen frataget ham og hans prøvetid til straf forlænget, så at han først i august 1846 blev overretsprokurator. 1845 førte han forsvaret for sin svoger Friedrich Helweg for dennes tale ved studentermødet. 1850-58 var Larsen borgerrepræsentant i København samt på ny 1860-63 – i dette sidste tidsrum var han tillige formand – og blev i januar 1863 valgt til borgmester. Han viste i disse stillinger stor arbejdsomhed og indsigt som kommunalbestyrelsens rådgiver i alle hånde juridiske spørgsmål.
Allerede 1848 søgte Larsen valg i Odense til Den grundlovgivende Rigsforsamling og 1849 i København til Folketinget, men begge gange forgæves. Derimod blev han valgt i København 1854-61 samt på ny 1863-72 og desuden 1864-66 til Rigsrådets Folketing (stadig valgt ved kåring). Som politiker hørte han afgjort til det nationalliberale parti (var tidligt blevet knyttet til L.N. Hvidt) og var bl.a. 1855 ordfører for forslaget om rigsretsanklage imod ministeriet Ørsted. I tingets arbejder tog Larsen virksom del, var medlem af mange vigtige udvalg, især om rets- og skatteforhold, og brugtes jævnligt som ordfører. Alle love, der vedrørte København, skænkede Larsen særlig opmærksomhed, og han var altid ivrig for at hævde stadens tarv. 1858 blev han medlem af kommissionen om stemplet papir og 1868 af den store proceskommission. 1867 nævnedes han som justitsministeremne. Efter Wienfreden hørte han til den kreds, der støttede Molzen (jfr. Jules Hansen og E.S.E. Heltzen) og var mellemmand mellem ham og C.F. Tietgen i visse økonomiske forhandlinger.
1862 blev han Ridder af Dannebrog og 1867 fik han etatsråds titel. Ramt af et apoplektisk tilfælde styrtede han 17. marts 1873 i Sortedamssøen og døde ugedagen efter.
Larsen ægtede 17. maj 1844 i Odense Christiane Sophie Luise Helweg (12. oktober 1822 i Odense – 14. november 1878 i Vordingborg), datter af Hans Zacharias Helweg (1785-1864) og Anna Eisabe Wendt (1790-1878).
Han er begravet på Holmens Kirkegård.
Der findes en sortkridttegning af Henrik Olrik fra 1873 i familieeje. Silhouet i privateje. Træsnit af H.P. Hansen 1873 efter et fotografi af Ludvig Grundtvig.